# Jan Dobosz-Bielicz
Jan Dobosz-Bielicz (Bielicz) wł. Jan Tołtyżewski (ur. 14 maja 1893, zm. 6 kwietnia 1950 w Warszawie) – polski aktor teatralny i filmowy, reżyser teatralny.

## Życiorys
Debiutował w sezonie 1910/1911 w Teatrze Popularnym w Łodzi pod nazwiskiem Tołtyżewski. W kolejnych latach, już jako Jan Bielicz grał w Wilnie (Teatr Polski, 1911-1913) oraz Warszawie (Teatr Mały 1914-1915, Teatr Powszechny 1915). Następnie wyjechał do Rosji, gdzie występował m.in. w Nowym Teatrze Polskim w Moskwie (1917).
Po powrocie do Polski, w latach 1919-1923 przebywał w Warszawie, występując na scenach stołecznych: Teatrze Polskim (1918-1919), Teatrze Nowym (1922) i Teatrze Komedia (1922-1923), a także na scenach teatrów rewiowych i wodewilowych: Qui Pro Quo (1919-1921,1923), Czarny Kot (1920-1921), Bagatela (1921), Wodewil (1921). Następnie przeniósł się do Poznania, gdzie w latach 1923-1925 grał i reżyserował w tamtejszym Teatrze Nowym. Kolejne dwa lata spędził w Łodzi, w zespole Teatru Miejskiego (1925-1927). Następnie występował w Warszawie w teatrach: Olimpia (1927) i Czerwony As (1927-1928, tu także reżyserował) i Morskie Oko (1928), po czym przeniósł się do Teatru Polskiego w Katowicach (1928-1929). W kolejnych latach występował w Teatrze Ateneum w Warszawie (1929-1930, także jako reżyser oraz 1934-1935), kierował teatrem Hollywood w Warszawie (1930) oraz grał w Teatrze Miejskim w Lublinie (1930-1931), Teatrze Miejskim w Bydgoszczy (1931-1932), Teatrach: Nowym i Narodowym w Warszawie (1933), Teatrze Narodowym w Toruniu (1934), warszawskich Teatrach: Nowym i Małym (1934-1935) oraz Teatrze im. Stanisława Moniuszki w Stanisławowie (1935-1936).
Po zakończeniu II wojny światowej pracował w stołecznych Miejskich Teatrach Dramatycznych (1945-1946). Następnie był reżyserem w objazdowej grupie teatralnej w Ełku (1946-1947) oraz w Teatrze Miejskim w Kaliszu (1947-1948) oraz grał i reżyserował w Teatrze Miejskim w Białymstoku (1947-1948). Karierę sceniczną kończył na deskach Teatru Nowego w Legnicy (1948-1949).
Jan Dobosz-Bielicz był żonaty z aktorką i śpiewaczką Niną Bielicz (zm. 1937). Był również właścielem dobermana imieniem Puk - psa, który w latach 30. XX wieku występował w spektaklach teatralnych oraz filmach.

## Filmografia
- Dzieje grzechu (1933)
- ABC miłości (1935) - drab
- Ułan księcia Józefa (1937)

Źródło: Film Polski